# 29 août aux Jeux paralympiques d'été de 2024
Navigation
28 août 30 août
Le 29 août aux Jeux paralympiques d'été de 2024 est la deuxième journée après l'ouverture officielle et le premier jour de compétition des Jeux paralympiques de Paris, en France.
Onze disciplines sont au programme de cette journée, avec l’apparition du badminton, du basket-ball, du boccia, du cyclisme, du goalball, de la natation, du rugby, du taekwondo, du tennis de table, du tir à l'arc et du volley-ball.

## Calendrier
Pour la journée du 29 août, les compétitions commencent à 8 h 30 avec du parabadminton et finissent à 21 h 30 par du basket-ball en fauteuil roulant.

### Matin
| Heure UTC+02:00 (France)                      |               |
| bleu                                          | Cérémonie     |
| neutre                                        | Épreuve       |
| or                                            | Finale        |
| orange                                        | Petite finale |
| rose                                          | Reporté       |
| gris                                          | Annulé        |
| Compétition masculine                         | Hommes        |
| Compétition féminine                          | Femmes        |
| Compétition mixte (hommes et femmes mélangés) | Mixte         |
| Compétition en couple (1 homme et 1 femme)    | Couple        |
| modifier                                      |               |

| Horaire | Discipline Spécialité | Discipline Spécialité                   | Discipline Spécialité                         | Phase                      | Résultats                         | Références |
| ------- | --------------------- | --------------------------------------- | --------------------------------------------- | -------------------------- | --------------------------------- | ---------- |
| 8 h 30  |                       | Badminton Double SL3-SU5                | Compétition mixte (hommes et femmes ensemble) | Poules préliminaires       | -                                 | -          |
| 8 h 30  |                       | Badminton Double WH1-2                  | Compétition femmes                            | Poules préliminaires       | -                                 | -          |
| 9 h 0   |                       | Goalball Tournoi masculin               | Compétition hommes                            | Phase de poules Groupe B   | Chine 7 - 6 Japon                 | [ 2 ]      |
| 9 h 0   |                       | Tir à l'arc Individuel W1               | Compétition femmes                            | Tour de classement         | -                                 |            |
| 9 h 0   |                       | Tir à l'arc Individuel W1               | Compétition hommes                            | Tour de classement         | -                                 |            |
| 9 h 10  |                       | Badminton Double SH6                    | Compétition mixte (hommes et femmes ensemble) | Poules préliminaires       | -                                 | -          |
| 9 h 30  |                       | Natation 400 m nage libre S9            | Compétition hommes                            | Séries                     | -                                 |            |
| 9 h 43  |                       | Natation 400 m nage libre S9            | Compétition femmes                            | Séries                     | -                                 |            |
| 9 h 50  |                       | Badminton Simple SU5                    | Compétition hommes                            |                            | -                                 | -          |
| 9 h 58  |                       | Natation 100 m dos S1                   | Compétition hommes                            | Séries                     | -                                 |            |
| 10 h 0  |                       | Taekwondo Moins de 47 kg                | Compétition femmes                            | 8es de finale              | -                                 |            |
| 10 h 0  |                       | Tennis de table Double WD14             | Compétition femmes                            | Quarts de finale           | -                                 |            |
| 10 h 0  |                       | Tennis de table Double MD8              | Compétition hommes                            | 8es de finale              | -                                 |            |
| 10 h 9  |                       | Taekwondo Moins de 58 kg                | Compétition hommes                            | 8es de finale              | -                                 |            |
| 10 h 13 |                       | Natation 100 m dos S2                   | Compétition hommes                            | Séries                     | -                                 |            |
| 10 h 20 |                       | Taekwondo Moins de 52 kg                | Compétition femmes                            | 8es de finale              | -                                 |            |
| 10 h 26 |                       | Natation 100 m dos S2                   | Compétition femmes                            | Séries                     | -                                 |            |
| 10 h 30 |                       | Badminton Simple SL3                    | Compétition femmes                            | Poules préliminaires       | -                                 | -          |
| 10 h 30 |                       | Basket-ball Tournoi masculin            | Compétition hommes                            | Tour préliminaire Groupe A | Grande-Bretagne 76 - 55 Allemagne | [ 3 ]      |
| 10 h 30 |                       | Boccia Individuel BC2                   | Compétition hommes                            | Tours préliminaires        | -                                 |            |
| 10 h 30 |                       | Goalball Tournoi féminin                | Compétition femmes                            | Phase de poules Groupe C   | Turquie 3 - 3 Brésil              | [ 4 ]      |
| 10 h 41 |                       | Natation 100 m papillon S14             | Compétition hommes                            | Séries                     | -                                 |            |
| 10 h 45 |                       | Tennis de table Double WD20             | Compétition femmes                            | 8es de finale              | -                                 |            |
| 10 h 48 |                       | Natation 100 m papillon S14             | Compétition femmes                            | Séries                     | -                                 |            |
| 10 h 55 |                       | Natation 50 m brasse SB3                | Compétition hommes                            | Séries                     | -                                 |            |
| 11 h 3  |                       | Natation 50 m nage libre S6             | Compétition femmes                            | Séries                     | -                                 |            |
| 11 h 10 |                       | Badminton Simple SL4                    | Compétition hommes                            |                            | -                                 | -          |
| 11 h 10 |                       | Natation 50 m nage libre S10            | Compétition hommes                            | Séries                     | -                                 |            |
| 11 h 18 |                       | Natation 50 m nage libre S10            | Compétition femmes                            | Séries                     | -                                 |            |
| 11 h 26 |                       | Natation 100 m papillon S13             | Compétition hommes                            | Séries                     | -                                 |            |
| 11 h 30 |                       | Rugby                                   | Compétition mixte (hommes et femmes ensemble) | Tour préliminaire Groupe B | Australie 55 - 58 Grande-Bretagne | [ 5 ]      |
| 11 h 30 |                       | Tennis de table Double MD18             | Compétition hommes                            | 8e de finale               | -                                 |            |
| 11 h 30 |                       | Tennis de table Double WD6              | Compétition femmes                            | 8e de finale               | -                                 |            |
| 11 h 32 |                       | Natation 100 m papillon S13             | Compétition femmes                            | Séries                     | -                                 |            |
| 11 h 40 |                       | Boccia Individuel BC2                   | Compétition femmes                            | Tours préliminaires        | -                                 |            |
| 11 h 40 |                       | Natation 200 m nage libre S5            | Compétition hommes                            | Séries                     | -                                 |            |
| 11 h 52 |                       | Natation 200 m nage libre S5            | Compétition femmes                            | Séries                     | -                                 |            |
| 12 h 0  |                       | Cyclisme sur piste 500m C4–5            | Compétition femmes                            | Qualifications             | -                                 |            |
| 12 h 0  |                       | Volley-ball Tournoi féminin             | Compétition femmes                            | Tour préliminaire Groupe B | Brésil 3 - 0 Rwanda               | [ 6 ]      |
| 12 h 10 |                       | Taekwondo Moins de 47 kg                | Compétition femmes                            | Quarts de finale           | -                                 |            |
| 12 h 15 |                       | Tennis de table Double MD4              | Compétition hommes                            | Quarts de finale           | -                                 |            |
| 12 h 15 |                       | Tennis de table Double WD5              | Compétition femmes                            | Quarts de finale           | -                                 |            |
| 12 h 19 |                       | Cyclisme sur piste Poursuite 3000m C1   | Compétition hommes                            | Qualifications             | -                                 |            |
| 12 h 21 |                       | Taekwondo Moins de 58 kg                | Compétition hommes                            | Quarts de finale           | -                                 |            |
| 12 h 30 |                       | Badminton Simple SL3                    | Compétition hommes                            | Poules préliminaires       | -                                 | -          |
| 12 h 32 |                       | Taekwondo Moins de 52 kg                | Compétition femmes                            | Quarts de finale           | -                                 |            |
| 12 h 45 |                       | Basket-ball Tournoi féminin             | Compétition femmes                            | Tour préliminaire Groupe A | Espagne 34 - 69 Grande-Bretagne   | [ 7 ]      |
| 12 h 50 |                       | Boccia Individuel BC1                   | Compétition hommes                            | Tours préliminaires        | -                                 |            |
| 12 h 58 |                       | Cyclisme sur piste Poursuite 3000m C1-3 | Compétition femmes                            | Qualifications             | -                                 |            |

### Après-midi
| Heure UTC+02:00 (France)                      |               |
| bleu                                          | Cérémonie     |
| neutre                                        | Épreuve       |
| or                                            | Finale        |
| orange                                        | Petite finale |
| rose                                          | Reporté       |
| gris                                          | Annulé        |
| Compétition masculine                         | Hommes        |
| Compétition féminine                          | Femmes        |
| Compétition mixte (hommes et femmes mélangés) | Mixte         |
| Compétition en couple (1 homme et 1 femme)    | Couple        |
| modifier                                      |               |

| Horaire | Discipline Spécialité | Discipline Spécialité                   | Discipline Spécialité                         | Phase                      | Résultats                                                                                        | Références |
| ------- | --------------------- | --------------------------------------- | --------------------------------------------- | -------------------------- | ------------------------------------------------------------------------------------------------ | ---------- |
| 13 h 0  |                       | Tir à l'arc Individuel arc à poulies    | Compétition femmes                            | Tour de classement         | -                                                                                                |            |
| 13 h 0  |                       | Tir à l'arc Individuel arc classique    | Compétition hommes                            | Tour de classement         | -                                                                                                |            |
| 13 h 15 |                       | Goalball Tournoi masculin               | Compétition hommes                            | Phase de poules Groupe B   | Ukraine 6 - 3 Égypte                                                                             | [ 8 ]      |
| 13 h 30 |                       | Rugby                                   | Compétition mixte (hommes et femmes ensemble) | Tour préliminaire Groupe A | États-Unis 51 - 48 Canada                                                                        |            |
| 13 h 45 |                       | Tennis de table Double MD14             | Compétition hommes                            | 8es de finale              | -                                                                                                |            |
| 13 h 58 |                       | Cyclisme sur piste Poursuite 4000m B    | Compétition hommes                            | Qualifications             | -                                                                                                |            |
| 14 h 0  |                       | Boccia Individuel BC3                   | Compétition hommes                            | Tours préliminaires        | -                                                                                                |            |
| 14 h 0  |                       | Volley-ball Tournoi masculin            | Compétition hommes                            | Tour préliminaire Groupe A | Égypte 1 - 3 Bosnie-Herzégovine                                                                  | [ 9 ]      |
| 14 h 45 |                       | Goalball Tournoi féminin                | Compétition femmes                            | Phase de poules Groupe C   | Canada 10 - 0 France                                                                             | [ 10 ]     |
| 15 h 50 |                       | Cyclisme sur piste CLM 500m C4-5        | Compétition femmes                            | Finale                     | Caroline Groot · Marie Patouillet · Kate O'Brien                                                 | [ 11 ]     |
| 16 h 0  |                       | Basket-ball Tournoi masculin            | Compétition hommes                            | Tour préliminaire Groupe B | États-Unis 66 - 56 Espagne                                                                       | [ 12 ]     |
| 16 h 12 |                       | Cyclisme sur piste Poursuite 3000m C1   | Compétition hommes                            | Finale                     | Li Zhangyu · Liang Weicong · Ricardo Ten Argilés                                                 | [ 13 ]     |
| 16 h 29 |                       | Cyclisme sur piste Poursuite 3000m C1-3 | Compétition femmes                            | Finale                     | Wang Xiaomei · Daphne Schrager · Flurina Rigling                                                 | [ 14 ]     |
| 17 h 0  |                       | Boccia Individuel BC4                   | Compétition hommes                            | Tours préliminaires        | -                                                                                                |            |
| 17 h 0  |                       | Boccia Individuel BC1                   | Compétition femmes                            | Tours préliminaires        | -                                                                                                |            |
| 17 h 0  |                       | Taekwondo Moins de 47 kg                | Compétition femmes                            | Repêchages                 | -                                                                                                |            |
| 17 h 0  |                       | Tennis de table Double XD17             | Compétition mixte (hommes et femmes ensemble) | 8es de finale              | -                                                                                                |            |
| 17 h 0  |                       | Tir à l'arc Individuel arc à poulies    | Compétition hommes                            | Tour de classement         | -                                                                                                |            |
| 17 h 0  |                       | Tir à l'arc Individuel arc classique    | Compétition femmes                            | Tour de classement         | -                                                                                                |            |
| 17 h 4  |                       | Cyclisme sur piste Poursuite 4000m B    | Compétition hommes                            | Finale                     | Tristan Bangma, Patrick Bos · Stephen Bate, Christopher Latham · Lorenzo Bernard, Davide Plebani | [ 15 ]     |
| 17 h 9  |                       | Taekwondo Moins de 58 kg                | Compétition hommes                            | Repêchages                 | -                                                                                                |            |
| 17 h 20 |                       | Taekwondo Moins de 52 kg                | Compétition femmes                            | Repêchages                 | -                                                                                                |            |
| 17 h 30 |                       | Goalball Tournoi masculin               | Compétition hommes                            | Phase de poules Groupe A   | Brésil 8 - 5 France                                                                              | [ 16 ]     |
| 17 h 30 |                       | Natation 400 m nage libre S9            | Compétition hommes                            | Finale                     | Ugo Didier · Simone Barlaam · Brenden Hall                                                       | [ 17 ]     |
| 17 h 30 |                       | Rugby                                   | Compétition mixte (hommes et femmes ensemble) | Tour préliminaire Groupe B | France 53 - 51 Danemark                                                                          | [ 18 ]     |
| 17 h 40 |                       | Natation 400 m nage libre S9            | Compétition femmes                            | Finale                     | Zsófia Konkoly · Lakeisha Patterson · Vittoria Bianco                                            | [ 19 ]     |
| 17 h 45 |                       | Tennis de table Double XD7              | Compétition mixte (hommes et femmes ensemble) | 8es de finale              | -                                                                                                |            |
| 17 h 50 |                       | Natation 100 m dos S1                   | Compétition hommes                            | Finale                     | Kamil Otowski · Anton Kol · Francesco Bettello                                                   | [ 20 ]     |

### Soirée
| Heure UTC+02:00 (France)                      |               |
| bleu                                          | Cérémonie     |
| neutre                                        | Épreuve       |
| or                                            | Finale        |
| orange                                        | Petite finale |
| rose                                          | Reporté       |
| gris                                          | Annulé        |
| Compétition masculine                         | Hommes        |
| Compétition féminine                          | Femmes        |
| Compétition mixte (hommes et femmes mélangés) | Mixte         |
| Compétition en couple (1 homme et 1 femme)    | Couple        |
| modifier                                      |               |

| Horaire | Discipline Spécialité | Discipline Spécialité             | Discipline Spécialité                         | Phase                      | Résultats                                                            | Références |
| ------- | --------------------- | --------------------------------- | --------------------------------------------- | -------------------------- | -------------------------------------------------------------------- | ---------- |
| 18 h 0  |                       | Volley-ball Tournoi féminin       | Compétition femmes                            | Tour préliminaire Groupe B | Canada 3 - 0 Slovénie                                                |            |
| 18 h 1  |                       | Natation 100 m dos S2             | Compétition hommes                            | Finale                     | Gabriel dos Santos Araujo · Vladimir Danilenko · Alberto Abarza Diaz |            |
| 18 h 4  |                       | Taekwondo Moins de 47 kg          | Compétition femmes                            | Demi-finales               | -                                                                    |            |
| 18 h 10 |                       | Boccia Individuel BC4             | Compétition femmes                            | Tours préliminaires        | -                                                                    |            |
| 18 h 10 |                       | Boccia Individuel BC4             | Compétition hommes                            | Tours préliminaires        | -                                                                    |            |
| 18 h 10 |                       | Natation 100 mètres dos S2        | Compétition femmes                            | Finale                     | Yip Pin Xiu · Haideé Aceves · Angela Procida                         |            |
| 18 h 15 |                       | Basket-ball Tournoi féminin       | Compétition femmes                            | Tour préliminaire Groupe A | Canada 65 - 70 Chine                                                 |            |
| 18 h 15 |                       | Taekwondo Moins de 58 kg          | Compétition hommes                            | Demi-finales               | -                                                                    |            |
| 18 h 26 |                       | Taekwondo Moins de 52 kg          | Compétition femmes                            | Demi-finales               | -                                                                    |            |
| 18 h 35 |                       | Natation 100 m papillon S14       | Compétition hommes                            | Finale                     | Alexander Hillhouse · William Ellard · Gabriel Bandeira              |            |
| 18 h 42 |                       | Natation 100 m papillon S14       | Compétition femmes                            | Finale                     | Poppy Maskill · Chan Yui-lam · Valeriia Chabalina                    |            |
| 19 h 0  |                       | Goalball Tournoi féminin          | Compétition femmes                            | Phase de poules Groupe C   | Corée du Sud 1 - 3 Japon                                             |            |
| 19 h 9  |                       | Natation 50 m brasse SB3          | Compétition hommes                            | Finale                     | Takayuki Suzuki · Efrem Morelli · Miguel Luque                       |            |
| 19 h 10 |                       | Taekwondo Moins de 47 kg          | Compétition femmes                            | Petite finale              | Khwansuda Phuangkitcha / Zakia Khudadadi                             |            |
| 19 h 17 |                       | Natation 50 m nage libre S6       | Compétition femmes                            | Finale                     | Jiang Yuyan · Elizabeth Marks · Anna Hontar                          |            |
| 19 h 20 |                       | Boccia Individuel BC1             | Compétition femmes                            | Tours préliminaires        | -                                                                    |            |
| 19 h 20 |                       | Boccia Individuel BC4             | Compétition femmes                            | Tours préliminaires        | -                                                                    |            |
| 19 h 24 |                       | Taekwondo Moins de 58 kg          | Compétition hommes                            | Petite finale              | Sabir Zeynalov / Xiao Xiang-wen                                      |            |
| 19 h 30 |                       | Rugby                             | Compétition mixte (hommes et femmes ensemble) | Tour préliminaire Groupe A | Japon 55 - 44 Allemagne                                              |            |
| 19 h 37 |                       | Natation 50 m nage libre S10      | Compétition hommes                            | Finale                     | Thomas Gallagher · Phelipe Melo Rodrigues · Rowan Crothers           |            |
| 19 h 38 |                       | Taekwondo Moins de 52 kg          | Compétition femmes                            | Petite finale              | Ana Japaridze / Meryem Çavdar                                        |            |
| 19 h 43 |                       | Natation 50 m nage libre S10      | Compétition femmes                            | Finale                     | Chen Yi · Christie Raleigh-Crossley · Aurélie Rivard                 |            |
| 20 h 0  |                       | Tennis de table Double WD14       | Compétition femmes                            | Demi-finales               | -                                                                    |            |
| 20 h 0  |                       | Tennis de table Double hommes MD8 | Compétition hommes                            | Quarts de finale           | -                                                                    |            |
| 20 h 0  |                       | Volley-ball Tournoi masculin      | Compétition hommes                            | Tour préliminaire Groupe A | France 0 - 3 Kazakhstan                                              |            |
| 20 h 3  |                       | Natation 100 m papillon S13       | Compétition hommes                            | Finale                     | Ihar Boki · Alex Portal · Enrique Alhambra Mollar                    |            |
| 20 h 10 |                       | Natation 100 m papillon S13       | Compétition femmes                            | Finale                     | Carlotta Gilli · Grace Nuhfer · Muslima Odilova                      |            |
| 20 h 30 |                       | Boccia Individuel BC3             | Compétition femmes                            | Tours préliminaires        | -                                                                    |            |
| 20 h 31 |                       | Natation 200 m nage libre S5      | Compétition hommes                            | Finale                     | Francesco Bocciardo · Kirill Pulver · Oleksandr Komarov              |            |
| 20 h 34 |                       | Taekwondo Moins de 47 kg          | Compétition femmes                            | Finale                     | Leonor Espinoza · Ziyodakhon Isakova                                 |            |
| 20 h 46 |                       | Natation 200 mètres nage libre S5 | Compétition femmes                            | Finale                     | Tully Kearney · Iryna Poida · Monica Boggioni                        |            |
| 20 h 48 |                       | Taekwondo Moins de 58 kg          | Compétition hommes                            | Finale                     | Asaf Yasur · Ali Can Ozcan                                           |            |
| 21 h 2  |                       | Taekwondo Moins de 52 kg          | Compétition femmes                            | Finale                     | Surenjav Ulambayar · Zahra Rahimi                                    |            |
| 21 h 30 |                       | Basket-ball Tournoi masculin      | Compétition hommes                            | Tour préliminaire Groupe B | Australie vs Pays-Bas                                                |            |
| 21 h 55 |                       | Boccia Individuel BC4             | Compétition femmes                            | Tours préliminaires        | -                                                                    |            |

## Tableaux des médailles
Note : ce tableau ne compte pas les médailles gagnées par les athlètes paralympiques neutres
- Pays organisateur (France)

| Rang  | Nation                           | Or | Argent | Bronze | Total |
| ----- | -------------------------------- | -- | ------ | ------ | ----- |
| 1     | Chine                            | 4  | 1      | 0      | 5     |
| 2     | Grande-Bretagne                  | 2  | 3      | 1      | 6     |
| 3     | Italie                           | 2  | 2      | 5      | 9     |
| 4     | Pays-Bas                         | 2  | 0      | 0      | 2     |
| 5     | France                           | 1  | 2      | 0      | 3     |
| 6     | Australie                        | 1  | 1      | 1      | 2     |
| 7     | Brésil                           | 1  | 1      | 1      | 3     |
| 8     | Danemark                         | 1  | 0      | 0      | 1     |
| 8     | Hongrie                          | 1  | 0      | 0      | 1     |
| 8     | Israël                           | 1  | 0      | 0      | 1     |
| 8     | Japon                            | 1  | 0      | 0      | 1     |
| 8     | Pérou                            | 1  | 0      | 0      | 1     |
| 8     | Pologne                          | 1  | 0      | 0      | 1     |
| 8     | Singapour                        | 1  | 0      | 0      | 1     |
| 8     | Mongolie                         | 1  | 0      | 0      | 1     |
| 16    | États-Unis                       | 0  | 3      | 0      | 3     |
| 17    | Ukraine                          | 0  | 2      | 2      | 4     |
| 18    | Ouzbékistan                      | 0  | 1      | 1      | 2     |
| 19    | Turquie                          | 1  | 0      | 1      | 2     |
| 20    | Hong Kong                        | 0  | 1      | 0      | 1     |
| 20    | Mexique                          | 0  | 1      | 0      | 1     |
| 22    | Espagne                          | 0  | 0      | 3      | 3     |
| 23    | Canada                           | 0  | 0      | 2      | 2     |
| 24    | Azerbaïdjan                      | 0  | 0      | 1      | 1     |
| 24    | Chili                            | 0  | 0      | 1      | 1     |
| 24    | Géorgie                          | 0  | 0      | 1      | 1     |
| 24    | Norvège                          | 0  | 0      | 1      | 1     |
| 24    | Équipe paralympique des réfugiés | 0  | 0      | 1      | 1     |
| 24    | Suisse                           | 0  | 0      | 1      | 1     |
| 24    | Thaïlande                        | 0  | 0      | 1      | 1     |
| 24    | Taipei chinois                   | 0  | 0      | 1      | 1     |
| 24    | Iran                             | 0  | 0      | 1      | 1     |
| Total | Total                            | 22 | 22     | 25     | 67    |